# اوکوما توموهیده
اوکوما توموهیده (大熊朝秀؛ ۱۵۱۷ – ۳ آوریل ۱۵۸۲)؛ سامورایی در دوره سنگوکو اهل ژاپن بود. وی ابتدا به خاندان اوئه‌سوگی خدمت می‌کرد اما بعد ملازم خاندان تاکدا در ولایت کای شد. او همراه با تاکدا کاتسویوری در نبرد تنموکوزان کشته شد. فرزندان وی کارو شدند و در خدمت خاندان سانادا درآمدند.